# Коломацкая сельская община
Коломацкая сельская община (укр. Коломацька сільська громада) — территориальная община в Полтавском районе Полтавской области Украины. Административный центр — село Коломацкое.
Образована 8 февраля 2018 путем объединения Василевского и Коломацкого сельских советов Полтавского района.
В 2020 году присоединились Степнинский сельский совет Полтавского района и Старицковский сельский совет Машевского района Полтавской области.
.

## Населенные пункты
В состав общины входят 11 сел: Алексеевка, Василевка, Дудниково, Заря, Коломацкое, Малое Ладыжино, Рубановка, Солнечное, Старицковка, Степановка и Степное.